# Colmar
Colmar (česky a německy Kolmar, alsasky Colmer) je město v Alsasku na východě Francie v departmentu Haut-Rhin a regionu Grand Est. K 1. lednu 2015 zde žilo 70 284 obyvatel.
Pěstuje se zde vinná réva, protože Colmar má slunečné mikroklima s minimem srážek (550 mm). Je zde typická gotická architektura (např. klášter sv. Antonína).
Rozvoj města sahá do doby vlád Karla Velikého, kdy se postupně rozrostl ve významné opevněné město. Od 13. stol. se ve městě začaly usazovat řeholní řády. V roce 1226 získal Colmar status svobodného říšského města. Po vestfálském míru patřil až do roku 1870 k Francii. Následně po prusko-francouzské válce následovalo až do konce 1. sv. války německé období. Následoval složitý proces opětovného začleňování do Francie, přerušený znovu válečnou německou etapou (1940–1945), a nakonec návrat k Francii po skončení 2. sv. války.
V roce 1863 byl v místní židovské čtvrti objeven colmarský poklad: množství šperků, mincí a příborů ze zlata a stříbra, které zde místní Židé ukryli před pogromy během morových epidemií ve čtrnáctém století. Většina nalezených předmětů je uložena v pařížském Musée national du Moyen Âge.

## Vývoj počtu obyvatel
Počet obyvatel

## Historická architektura
Světské a náboženské architektonické památky odrážejí osm století germánské a francouzské architektury přizpůsobené místním zvykům a stavebním materiálům (růžový a žlutý pískovec). Nejvýznamnější turistickou atrakcí historického centra jsou hrázděné domy v alsaském stylu. Socha Martina Schongauera z růžového pískovce stojí v rue Unterlinden před kaplí Unterlinden. Oblast Krutenau, která dříve sloužila jako řeznická, koželužská a rybářská čtvrť a nyní ji protínají kanály řeky Lauch se nazývá „malé Benátky“ (la Petite Venise).

## Doprava
Železniční stanice Gare de Colmar umožňuje spojení do Strasbourgu, Mulhouse, Besançonu, Zürichu a několika regionálních měst. Colmar byl také kdysi spojen s městem Freiburg im Breisgau v Německu na druhém břehu Rýna přímým mezinárodním železničním spojem Freiburg-Colmar. Železniční most přes Rýn mezi Breisachem a kantonem Neuf-Brisach byl ale v roce 1945 zničen a už nebyl obnoven.
Na severu města je regionální letiště Aéroport de Colmar–Houssen.

## Osobnosti města
- Martin Schongauer (1450 – 1491), německý mědirytec a malíř
- Jean Rapp (1771 – 1821), francouzský napoleonský generál
- Frédéric Auguste Bartholdi (1834 – 1904), francouzský sochař a architekt, autor Sochy Svobody
- Christian de Chergé (1937 – 1996), francouzský trapistický mnich působící v Alžírsku
- Pierre Moerlen (1952 – 2005), francouzský bubeník a perkusionista, člen skupiny Gong

## Partnerská města
- Abingdon, Spojené království (1978)
- Eisenstadt, Rakousko (1984)
- Győr, Maďarsko (1993)
- Lucca, Itálie (1962)
- Princeton, Spojené státy americké (1987)
- Schongau, Německo (1962)
- Sint-Niklaas, Belgie (1962)

## Replika města v Malajsii
Kopie starého města Colmar byla vystavěna v Malajsii, 60 kilometrů severovýchodně od Kuala Lumpuru v Bukit Tinggi Resort Colmar Tropicale Bentong. Vedle je replika hradu Château du Haut-Kœnigsbourg.